# 延宝房総沖地震
延宝房総沖地震（えんぽうぼうそうおきじしん）は、延宝5年10月9日（1677年11月4日）に房総半島東方沖付近で発生したと推定される地震。規模はM8 - 8.34とされている。「延宝地震」とも呼ばれる。
房総沖地震の一つと考えられているが、震央位置については諸説あり、詳しい地震像については解明されていない。
地震動による被害が確認されないのに対し、津波被害が顕著な津波地震との見方がある。約半年前には1968年十勝沖地震に類似し、三陸沖北部が震源と推定されている延宝八戸沖地震があった。

## 地震津波の記録
延宝5年10月9日夜五つ時（亥刻）（1677年11月4日20-22時頃）、陸奥岩城から房総半島、伊豆諸島および尾張などにかけて大津波に襲われた。
「冬十月九日癸丑、常陸水戸陸奥岩城逆波浸陸」（『野史』）など、10月9日夜に津波が上ったとする記述は多く見られるが、地震動の記録は少なく、震害が現れるほどの烈震記録は確認されていない。地震動の記録には以下のようなものがある。
- 「九日岩城大地震諸浜津波打上ヶ」（岩城領内『慶天拝書』）
- 「夜清天静ニて、五ツ時地震震動致シ沖より津波上ヶ」（下総銚子『玄蕃先代集』）
- 「十月九日夜の五つ時分少しの地志ん有之、辰巳沖より海夥鳴来り」（上総東浪見（一宮）『万覚書写』）
- 「晴天、夜地震三度」（江戸『稲葉氏永代日記』）

| 地域                                      | 推定震度                             |
| ----------------------------------------- | ------------------------------------ |
| 東山道                                    | 岩城(E)                              |
| 東海道                                    | 銚子(e), 東浪見(e), 勝浦(e), 江戸(e) |
| S: 強地震(≧4), E: 大地震(≧4), e: 地震(≦3) |                                      |

| 地域 | 地域             | 推定波高・遡上高                                                                                                  | 推定波高・遡上高 | 推定波高・遡上高 |
| 地域 | 地域             | 古文書の記録 | 羽鳥(2003)       | 竹内(2007)       |
| --- | ---------------- | --- | ---------------- | ---------------- |
| 塩竈?* | 現・塩竈市?      | 家数218軒流倒候、男女44人溺死『岩城領内大風雨大破洪水之節覚書』?                                                  | 4-5m             |                  |
| 岩沼 | 現・岩沼市       | 民屋490軒余流家、人馬150人溺死『玉露叢』                                                                          | 4-5m             |                  |
| 四倉 | 現・いわき市     | 於浦々家数330軒流倒候、男女75人溺死 江名豊間、両浦家数218軒流倒候、男女44人溺死『岩城領内大風雨大破洪水之節覚書』 | 4m               | 4.0-6.0m         |
| 豊間 | 現・いわき市     | 於浦々家数330軒流倒候、男女75人溺死 江名豊間、両浦家数218軒流倒候、男女44人溺死『岩城領内大風雨大破洪水之節覚書』 | 4m               | 5.5-7.0m<        |
| 小名浜 | 現・いわき市     | 於浦々家数330軒流倒候、男女75人溺死 江名豊間、両浦家数218軒流倒候、男女44人溺死『岩城領内大風雨大破洪水之節覚書』 | 4m               | 4.0-6.0m         |
| 那珂湊 | 現・ひたちなか市 | 那珂港の別館ニ在テ海上俄ニ鳴動シ激波天ニ接ス余波館前ニ及フ『水戸紀年』                                            | 4m               | 4.5-5.5m         |
| 大洗 | 現・大洗町       | 磯浜村家屋を320軒流出『大洗地方史』                                                                               | 5m               | 5.0-6.0m<        |
| 銚子 | 現・銚子市       | 其節笠上新田古屋敷迄上り、男女2人浪ニとられ死『玄蕃先代集』                                                       | 4-5m             | 2.5-3.5m         |
| 白子・子母佐 | 現・白子町       | | 4-5m             |                  |
| 東浪見 | 現・一宮町       | 釣村より一ノ宮境めまで下通に居住仕候家数52軒打潰し男女子共137人死す『万覚書写』                                   | 6-8m             | 6.0-7.5m         |
| 小浜 | 現・いすみ市     | 倒家25軒、溺死9人『葛天日録』                                                                                     | 4m               | 5.5-7.0m         |
| 岩船 | 現・いすみ市     | 倒家40軒、男女57人溺死す『葛天日録』                                                                              | 7m               |                  |
| 御宿 | 現・御宿町       | 御宿郷ニテ男女38人余死ス『勝浦史』                                                                                | 6m               | 5.0-7.0m<        |
| 勝浦 | 現・勝浦市       | 新宮村と云う所にて、倒家17軒、男女9人溺死『葛天日録』                                                             | 8m               |                  |
| 八丈島 | 現・八丈町       | 谷ヶ里半迄浪入『八丈実記』                                                                                        | 8-10m            |                  |
| 知多半島 |                  | | 1-2m             |                  |
| *『岩城領内大風雨大破洪水之節覚書』には「塩竈拾（尸勺）破損」という記録が現れるが、「塩竈」は海水をいれて塩を作る竃のことで地名ではなく、「家数218軒流倒候、男女44人溺死」は岩城領内の被害である。 |                  | |                  |                  |

『葛天日録』および『玉露叢』には水戸領内の浦々で潰家89軒、溺死36人、破損流船ともに大小353艘、岩沼領で流家490余、死者123人（人馬150、内馬27）と記される。その後毎日地震し、昼夜にかけて17-18度、20度に及んで震うという。
『八丈実記』および『八丈島及青ヶ島地災記録』には津浪が谷ヶ里まで上り、青ヶ島では船および水主1人浪に払われるとある。『叢有院実記』および『慶弘紀聞』には、「尾張海溢、時有三又光、自海出、飛西北」とあり、尾張で津波があり海より光が飛び出した様子の目撃談が記される。『玉露叢』によれば紀州にも津波があったという。

## 震源域・規模
河角廣(1951)は常陸沖（北緯36.6°、東経141.5°）を震央と考えMK = 5.1としてマグニチュード M = 7.4を与えていた。
阿部勝征(1999)は房総半島における津波遡上高から津波マグニチュードをMt = 8.0と推定し、宇佐美龍夫(2003)も（北緯35.5°、東経142.0°）を震央としてM ≒ 8.0と推定しているが、陸地寄りのM 6 クラスの地震の説もあるとしている。
中央防災会議は羽鳥徳太郎(2003)などの推定津波遡上高に基づき断層モデルを推定し、地震モーメント M0 = 5.29 × 1021N・m、モーメントマグニチュード Mw = 8.5 と推定しており、竹内仁(2007)らは中央防災会議の断層モデルの滑り量を1.2倍にすると津波遡上高を最も良く再現できるとしている。
宮城県沖から八丈島に至る約600kmの広範囲で津波被害が見られ、特に八丈島では遡上高8-10mと推定され、今村・飯田の津波規模で m = 3.5 と推定されている。
地震調査研究推進本部による「三陸沖から房総沖にかけての地震活動の長期評価」では1611年慶長三陸地震、1896年明治三陸地震および2011年東北地方太平洋沖地震（一部）と共に「三陸沖北部から房総沖の海溝寄りのプレート間地震（津波地震）」の一つと評価している。

## 中央防災会議の推定
中央防災会議首都直下地震モデル検討会は2013年12月に、延宝房総沖地震を初めて想定に盛り込んだ。それによると震源断層は日本海溝と伊豆・小笠原海溝をまたぐ領域幅100-200km、長さ約600kmで、Mw8.5、Mt8.0である。

## 2014年の調査結果
東北学院大、東北大などのチームによれば、M8.34、津波の最大高は17m（銚子）、最大遡上高は20m。標高10mの池の堆積物を調べ、コンピュータシミュレーションをした。